# Elisabeth de Brito
Elisabeth de Brito (ur. 21 sierpnia 1971) – szwedzka curlerka, mistrzyni świata juniorów z 1991.
De Brito uczestniczyła w rywalizacji juniorek na początku lat 90. XX wieku. W latach 1991 i 1992 dwukrotnie jako otwierająca w zespole Evy Eriksson zdobywała mistrzostwo Szwecji juniorek. 
Dwa razy reprezentowała swój kraj na arenie międzynarodowej. W Mistrzostwach Świata Juniorów 1991 Szwedki z 4. miejsca Round Robin awansowały do fazy play-off. W półfinale pokonały 7:5 Kanadyjki (Atina Ford) by zdobyć tytuły mistrzyń w wygranym 5:4 spotkaniu przeciwko Szwajcarkom (Nicole Strausak). Po roku obrończynie tytułów znalazły się w półfinałach jednak uległy 5:6 Amerykankom (Erika Brown). Ostatecznie zdobyły brązowe medale.

## Drużyna
|           | Czwarta      | Trzecia          | Druga        | Otwierająca        |
| --------- | ------------ | ---------------- | ------------ | ------------------ |
| 1990/1992 | Eva Eriksson | Maria Söderkvist | Åsa Eriksson | Elisabeth de Brito |